# Edifici d'habitatges per a miners
L'Edifici d'habitatges per a miners és una obra del municipi d'Ogassa (Ripollès) inclosa en l'Inventari del Patrimoni Arquitectònic de Catalunya.

## Descripció
Aquest edifici de divuit cases per operaris de les mines data de 1884. És un edifici lineal esglaonat a causa del pendent del terreny. L'accés principal ve donat per una magnífica escala de volta catalana que dona accés a una galeria on tenen les entrades les diferents apartaments. Aquest edifici va ésser projectat per la mateixa oficina tècnica de les mines de Surroca.